# Frank Harper
Frank Harper (ur. 12 grudnia 1962 w Londynie) – brytyjski aktor, reżyser i producent filmowy.

## Życiorys
Urodził się w południowo-wschodnim Londynie w rodzinnym domu w Downham jako syn Davida Harpera (ur. 29 września 1938, zm. 24 stycznia 2013), angielskiego piłkarza, który w latach 1957-1965 grał w Millwall F.C. jako pomocnik w Football League.
Początkowo interesował się aktorstwem i pojawił się w sztuce opartej na kibicach piłki nożnej w Albany Theatre w Deptford, gdy był jeszcze w szkole. Opuścił szkołę w wieku 16 lat i przez dziesięć lat pracował na rynku Smithfield w City of London. Wystąpił jako biały nacjonalista w South West 9, a także jako rabuś w banku w komedii Harry’ego Enfielda Kevin & Perry Go Large (2000) u boku Rhysa Ifansa i Jamesa Fleeta. Można go było też dostrzec w teledysku formacji The Streets „Fit but You Know It” (2004).
Zasłynął dzięki roli Billy’ego Brighta - ostrego i twardego faceta, który był fanem Chelsea F.C. w filmie Football Factory (2004) należał do bojówki tej drużyny. Raz trafił do Fulham F.C., a następnie do Football League First Division grając o Puchar Anglii w piłce nożnej.
W biograficznym dramacie kryminalnym Zawód gangster (Rise of the Footsoldier, 2007) wystąpił jako prawdziwy złoczyńca Jack Whomes.

## Filmografia

### filmy fabularne
- 1988: Za królową i ojczyznę (For Queen and Country) jako Mickey
- 1993: W imię ojca (In the Name of the Father) jako Ronnie Smalls
- 1998: Porachunki (Lock, Stock and Two Smoking Barrels) jako Diamond Dog
- 1999: Opowieści z metra (Tube Tales) jako kontroler biletów
- 2000: Mgnienie (Shiner) jako Jeff Stoney Stone
- 2001: Szczęśliwa zrywa (Lucky Break) jako John Toombes
- 2001: Goodbye Charlie Bright jako ojciec Tommy’ego
- 2002: Podkręć jak Beckham (Bend It Like Beckham) jako Alan Paxton
- 2004: Mleczarz (The Calcium Kid) jako Clive Connelly
- 2004: Football Factory jako Billy Bright
- 2006: To właśnie Anglia (This Is England) jako Lenny
- 2007: Zawód gangster (Rise of the Footsoldier) jako Jack Whomes
- 2010: StreetDance 3D jako Fred

### seriale TV
- 2003: Inspektor Eddie (Keen Eddie) jako Ray Boskins
- 2005: Budząc zmarłych (Waking the Dead) jako John Tate
- 2013: Ripper Street jako Silas Duggan